# Cerro Tololo Inter-American Observatory

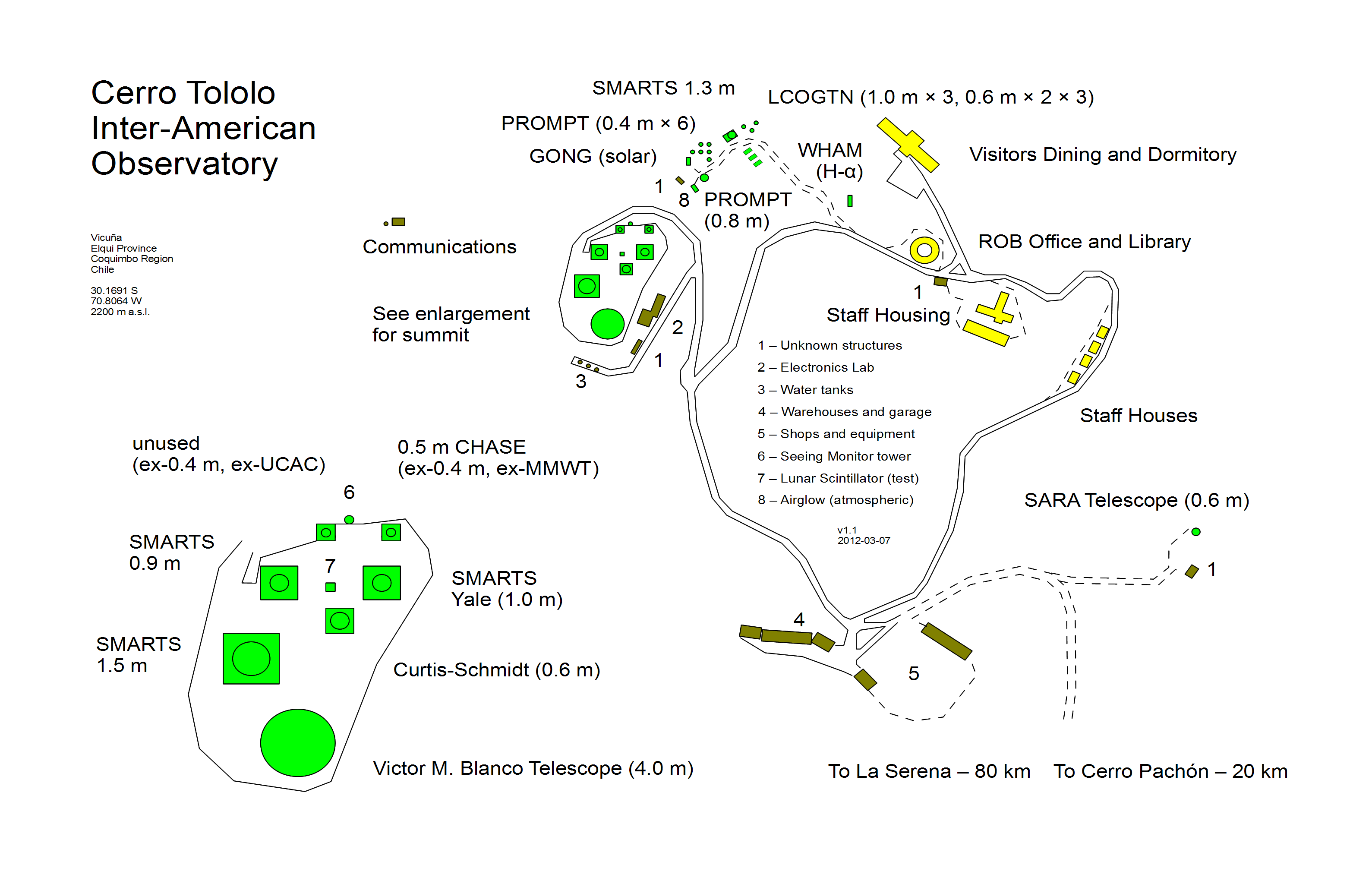
Kaart van Cerro Tololo Inter-American Observatory

Het Cerro Tololo Inter-American Observatory (CTIO) is een observatorium in Chili op de Cerro Tololo ongeveer 80 km ten oosten van La Serena nabij de Valle de Elqui op een hoogte van 2207 m.
Het observatorium maakt deel uit van de Amerikaanse organisatie NOIRLab (National Optical-Infrared Astronomy Research Laboratory) samen met onder andere het Kitt Peak National Observatory in Tucson (Arizona). Het observatorium werd gebouwd in 1963 en de eerste waarnemingen begonnen in 1965.
De grootste telescoop is de 4m Víctor M. Blanco Telescope. Daarnaast zijn er een aantal kleinere telescopen met diameters tot 1,5 m.
Tien kilometer ten zuidoosten van Cerro Tololo is Cerro Pachon waar onder meer de Gemini-zuid telescoop is gevestigd.